# Bankhistorik
Bankernas historia kan sägas ha startat med de första köpmännen i den antika världen, vilka lånade ut säd till jordbrukare och handelsmän som fraktade varor mellan olika städer. Detta påbörjades omkring år 2000 före Kristus i Assyrien och Babylonien. Senare, i det antika Grekland och under det Romerska imperiet, lade långivare i templen till två viktiga innovationer. Dels accepterade de insättningar och dels blev pengar ett bytesobjekt i sig självt (pengar i olika valörer). Bankverksamhet i modern mening anses ha startats under medeltiden och under den tidiga renässansen i Italien, främst i nordliga italienska städer som Florens, Venedig och Genua. Under medeltiden lämnade folk in sitt guld till guldsmeder och för detta fick de kvitton, som gick att använda som pengar. Guldsmederna kom på att de kunde ge ut mycket mer kvitton, som kom att kallas sedlar, än de hade täckning för i guld. Det räckte med att en fraktion av sedlarnas värde var täckt av guldinnehav. Så föddes det moderna bankväsendet med dess kärna fractional-reserve banking (FRB). Dock hände det ibland att folk började misstro bankerna och då gick många samtidigt för att hämta ut guldet. Sådana så kallade bankrusningar var banksystemets akilleshäl och bland annat för att minimera risken grundades centralbanker världen runt. Dessa fick monopol på sedel- och myntutgivning. Dock utgör sedlar och mynt idag endast några få procent av penningmängden, i Sverige liksom i andra länder. Merparten skapas istället av bankerna i samband med kreditgivningen. Förutom praktiken med FRB har bankerna också utvecklat en mångfald av finansiella instrument och den utvecklingen har exploderat under senare decennier, i Sverige särskilt efter avregleringen på 1980-talet.

## 1000-talet till 1500-talet

### Florens och Norditalien
Under slutet av elvahundratalet och i början av tolvhundratalet växte ett bankväsende fram i Florens, vilket fick stor betydelse under 1300-talet. De stora bankfamiljerna under 1300-talet var Acciaiuoli, Bonaccorsi, Cocchi, Antellesi, Corsini, Uzzano, Perendoli, Peruzzi och Bardi. Dessa familjer, i synnerhet Bardi och Peruzzi grundade även många banker i andra delar av Europa. Den mest kända italienska bankfamiljen från den tiden är dock troligtvis Medici, vilken grundades av Giovanni Medici 1397.

## 1800-talet

### Europa
Finansfamiljen Rothschild var finanspionjärer under denna fas av Europas och världens industrialisering och engagerade sig bland annat i järnvägsbyggen och komplex regeringsfinansiering för storskaliga projekt som Suezkanalen.

## 1900-talet

### 1980- och 1990-talet: avreglering och globalisering

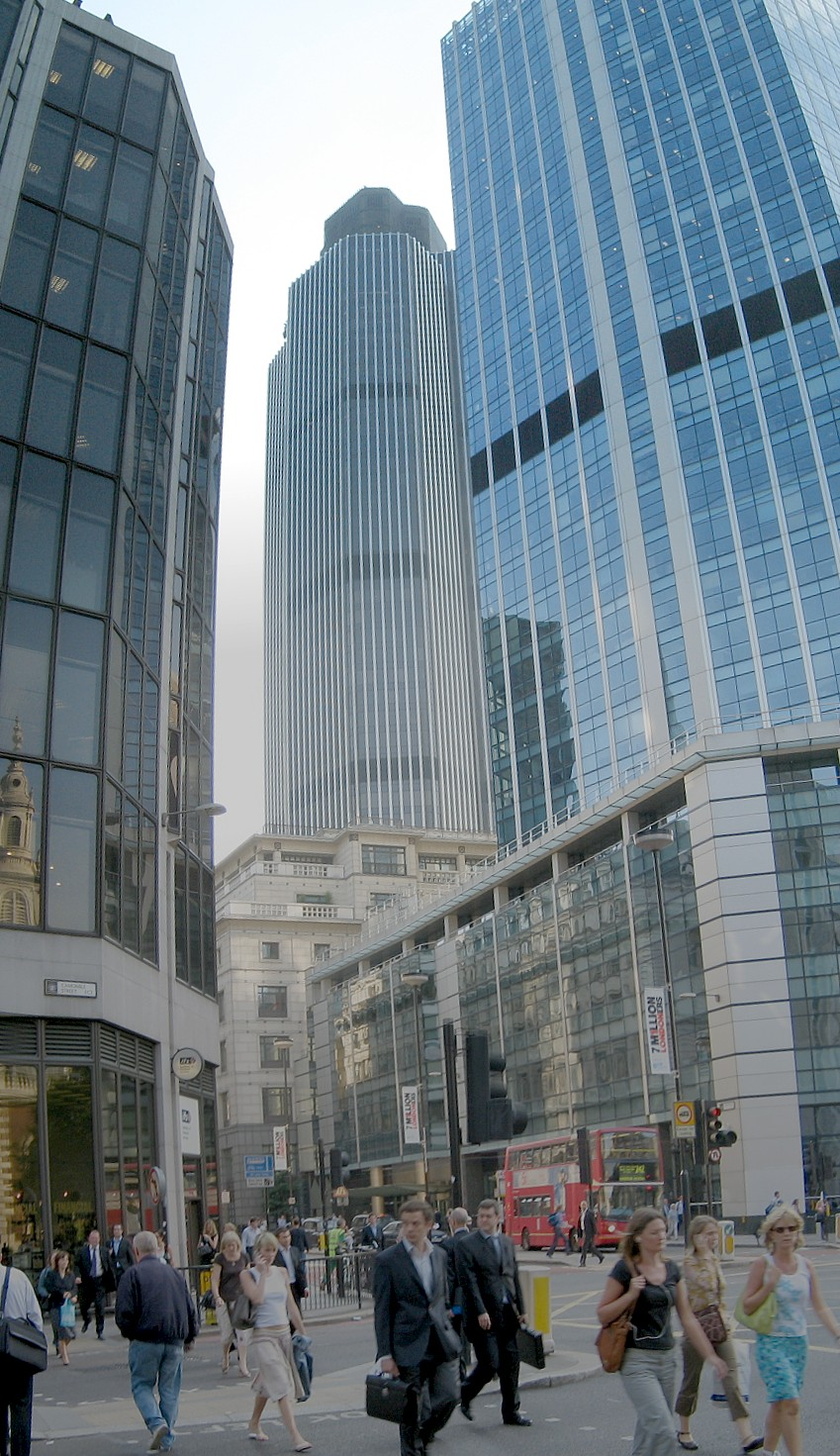
Bishopsgate in the City of London.

Under 1980-talet avreglerades banksektorn i många länder.